# Glympis consolata
Glympis consolata là một loài bướm đêm trong họ Erebidae.